# 卡霍基亞鎮區 (伊利諾伊州馬庫平縣)
卡霍基亞鎮區（英語：Cahokia Township）是位於美國伊利諾伊州馬庫平縣的一個行政鎮區。

## 地方資料
根據2010年美國人口普查的數據，卡霍基亞鎮區的面積為95.50平方千米，當中陸地面積為94.70平方千米，而水域面積為0.80平方千米。當地共有人口3226人，而人口密度為每平方千米33.78人。